# La Bisbal de Montsant
La Bisbal de Montsant es un municipio español de la provincia catalana de Tarragona, en la comarca de El Priorato. Conocido como la Bisbal de Falset  entre 1858 y 2024.

## Historia
Perteneció a la baronía de Cabacés, dependiente del obispado de Tortosa. La población aparece citada ya en documentos de Ramón Berenguer IV y se sabe que estuvo fortificada aunque no quedan restos de sus murallas. 
Fue incendiada por las tropas napoleónicas en 1811. Desaparecieron parte de los archivos parroquiales. En 1849 uno de los jefes carlistas, Antoni Borges, ordenó el fusilamiento de cuatro liberales.

## Geografía humana

### Demografía
Cuenta con una población de 208 habitantes (INE 2024).
| Gráfica de evolución demográfica de La Bisbal de Montsant entre 1842 y 2021 |
| |
| Población de derecho según los censos de población del INE Población de hecho según los censos de población del INEEn estos censos se denominaba Bisbal: 1842 y 1857 En estos censos se denominaba Bisbal de Falset: des de 1860 hasta 2024 |

### Economía
La agricultura principal es la de secano, predominando el cultivo de olivos ya que el aceite sigue siendo una de las bases económicas de la población. Desde 1952, el pueblo cuenta con una cooperativa agrícola, encargada de comercializar este producto. Hay también terrenos dedicados al regadío gracias a la construcción de la presa de Margalef.

## Cultura

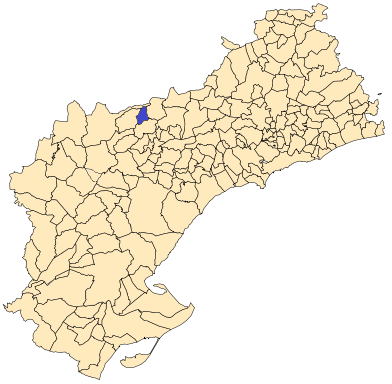
Situación de La Bisbal de Montsant en la provincia de Tarragona.

La iglesia parroquial está dedicada a la Natividad de la Virgen. Fue construida en el siglo XVIII y es de estilo neoclásico con algunos elementos barrocos. Es de tres naves con coro y tiene cúpula en la zona del crucero. La iglesia ha sido incendiada en dos ocasiones: durante la guerra de la Independencia y en los inicios de la Guerra Civil. En estos incendios desaparecieron el altar original y parte de los archivos parroquiales.
Muy cerca del pueblo está la Cueva de Santa Llúcia, una gran gruta en cuyo interior se encuentra una antigua capilla dedicada a esta santa. La cueva se utilizó como hospital militar durante la guerra civil. La capilla se restauró en 1983.
La Bisbal del Montsant celebra su fiesta mayor el 8 de septiembre, natividad de la Virgen.